# Buianî, Luțk
Buianî (în ucraineană Буяни) este localitatea de reședință a comunei Buianî din raionul Luțk, regiunea Volînia, Ucraina.

## Demografie
Componența lingvistică a localității Buianî
     Ucraineană (99,32%)
     Alte limbi (0,68%)
Conform recensământului din 2001, majoritatea populației localității Buianî era vorbitoare de ucraineană (99,32%), existând în minoritate și vorbitori de alte limbi.